# 原子力国際協力センター
一般財団法人原子力国際協力センター（げんしりょくこくさいきょうりょくセンター、JAIF International Cooperation Center ; JICC）は、原子力発電の新規導入国に対し、官民一体となって基盤整備協力を実施するため、ワンストップサービスで的確にこたえられるよう、日本国の政府・産業界・学会で構成されるオールジャパン体制の一元的窓口を担う中核的組織。2009年3月18日に、社団法人日本原子力産業協会により設立された。

## 概要
- 所在地：〒100-0011 東京都千代田区内幸町1-1-7 NBF日比谷ビル17階
- 理事長：服部拓也
- センター長：鳥羽晃夫

## 事業と活動
- 原子力発電の導入・拡大を検討・予定している国を対象に、原子力発電の導入を円滑かつ適切に行えるよう、原子力人材の育成、原子力の知識の普及、原子力発電導入に係る法制度整備などに関する協力事業を行う。
- 原子力分野の国際協力をより効果的かつ効率的に推進するため、外国政府・機関との窓口となり、国内関係機関との情報共有や協力の具体化等を行う。具体的な協力は、専門家派遣、研修員受入、現地セミナー・ワークショップ開催、現地原子力展示会開催等により実施される[3]。
- これまでに、ベトナム・インドネシア・モンゴル・クウェート・ヨルダンとの間で、視察受け入れ・相手国訪問・共同セミナーなどを実施している[4]。